# Sherlock Holmes e a Mulher de Verde
Sherlock Holmes e a Mulher de Verde (em inglês:  The Woman in Green) é um filme americano de 1945 do gênero Aventura dirigido por Roy William Neill. É mais um caso do detetive Sherlock Holmes, da série de cinema com o ator Basil Rathbone interpretando o famoso detetive. Roteiro de Frank Gruber, baseado em história de Arthur Conan Doyle (The Adventure of the Empty House). Foi o décimo-primeiro filme da dupla de atores Rathbone-Bruce que interpretou Sherlock Holmes e Doutor Watson.

## Elenco
- Basil Rathbone…Sherlock Holmes
- Nigel Bruce…Doutor Watson
- Hillary Brooke…Lydia Marlowe
- Henry Daniell…Professor Moriarty
- Paul Cavanagh…Sir George Fenwick
- Matthew Boulton…Inspetor Tobias Gregson
- Eve Ambe…Maude Fenwick
- Frederick Worlock…Dr. Onslow
- Tom Bryson…Cabo Williams
- Sally Shepherd…Crandon, a criada de Marlowe
- Mary Gordon…Senhora Hudson

## Sinopse

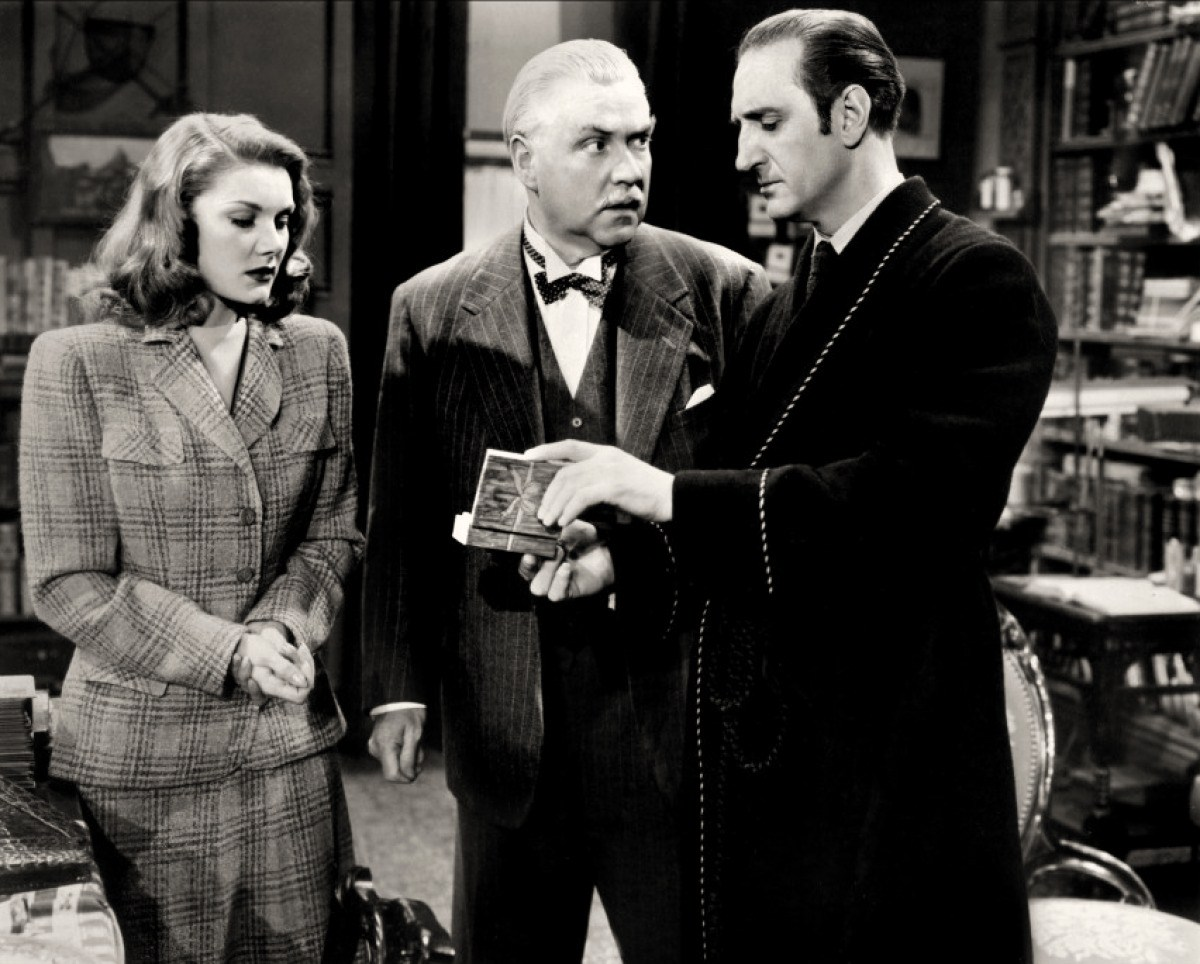
Cena do filme

Quando várias mulheres são assassinadas nas ruas de Londres, a polícia chama Sherlock Holmes para ajudar nas investigações. Os crimes parecem obras de um psicopata, pois todas as vítimas tiveram um de seus dedos cortados. Holmes então recebe uma nova cliente, Maude Fenwick, filha do renomado Sir George Fenwick. Ela conta que encontrou uma caixa com um dedo dentro, enterrada pelo seu pai no jardim de casa. O detetive e a polícia vão ao local para prender Sir George, mas o encontram morto. Holmes logo deduz que Sir George não era o assassino das mulheres e que o caso intrincado parece ser mais um dos planos de seu arqui-inimigo Professor Moriarty.